# Space Harrier II
Vous lisez un « bon article » labellisé en 2019.
Space Harrier II est un jeu vidéo de type shoot 'em up développé par Sega-AM2 et commercialisé par Sega en 1988 sur Mega Drive. Troisième opus de la franchise Space Harrier, il est porté sur de nombreux systèmes de jeu comme sur borne d'arcade en 1988, puis en 1990 sur les ordinateurs personnels Amiga, Atari ST, Commodore 64, Amstrad CPC et ZX Spectrum. Sur une surface plane sur laquelle la caméra réalise un scrolling vers l'avant, le joueur déplace le personnage nommé Harrier qui, à l'aide de son canon qui lui permet de voler, fait face à des vagues d'ennemis et des objets de décor qu'il doit détruire. Le jeu se déroule dans un univers de science-fiction aux couleurs psychédéliques, mais plus sombre que ceux des premiers opus, peuplé d'une faune et d'une flore étranges et hostiles, ou d'extraterrestres.
Si le jeu reste considéré comme une suite à part entière, avec un contenu inédit, il ne demeure pas moins qu'une simple conversion camouflée de Space Harrier sorti trois ans plus tôt, proposée sur la Mega Drive dès son lancement pour gonfler la ludothèque à la disposition des joueurs. Le jeu ne connait pas non plus de borne d'arcade dédiée comme son prédécesseur.
Space Harrier II est globalement bien reçu par la presse spécialisée lors de sa sortie, qui apprécie ses graphismes et la fluidité de ses animations, mais une partie des critiques regrette le manque de nouveautés. Les conversions du jeu sur ordinateurs obtiennent un accueil mitigé, parfois critiquées pour la qualité de leurs graphismes ou de leur bande-son et comme l'original pour le manque évident de nouveautés, laissant passer le jeu pour un simple remix du premier épisode. La version Mega Drive est rééditée en téléchargement sur la console virtuelle de la Wii en 2006, puis en 2010 sur PC via Steam (Windows). Le jeu est également porté sur iOS en 2010, puis sur Android en 2017.

## Trame
Space Harrier II se déroule dans la Fantasy Zone, un univers surréaliste et coloré, mais plus sombre que ceux des précédents opus,. Harrier revient pour délivrer la planète de la tyrannie imposée par le Dark Harrier. En l'an 6236, 4 000 ans après les événements se déroulant dans le jeu précédent, Harrier reçoit un appel de détresse émanant du 214e secteur. Arrivé sur place grâce à un portail de téléportation galactique, il est confronté à une horde d'aliens et à une faune et une flore hostiles.
Harrier est le personnage principal, équipé d'un canon sous le bras, qui lui permet de voler dans les airs,,. Dark Harrier, le boss final, est un doppelgänger d'Harrier,.

## Système de jeu
Space Harrier II est un shoot 'em up affiché dans une vue à la troisième personne en pseudo 3D, laissant apparaître le personnage joueur de dos au premier plan,. Il reprend donc le principe de ses prédécesseurs,. Le jeu se déroule sur une surface plane sur laquelle la caméra réalise un scrolling automatique vers l'avant. Le joueur contrôle un avatar qui tire sur ses ennemis arrivant de face par vagues. Le sol est également parsemé d'arbres, de piliers et de buissons que le joueur doit détruire ou éviter,. Le personnage joueur peut courir sur le sol ou voler,, et se déplacer sur toute la surface de l'écran. Le contact de l'avatar avec un tir ennemi, ou un objet fait perdre une vie, que le joueur possède en nombre limité,.
Le jeu propose douze niveaux réguliers se terminant chacun par un combat contre un boss, et qui augmentent progressivement de difficulté,. Chacun d'entre eux comporte des décors particuliers. Le joueur peut commencer par celui qu'il désire et les compléter dans l'ordre qu'il veut, en choisissant depuis une salle de téléportation. Le treizième niveau oblige le joueur à combattre à nouveau tous ces boss. Le combat final se déroule contre un doppelgänger, nommé Dark Harrier, armé de son canon sous le bras. Il existe un niveau bonus qui permet d'obtenir des vies supplémentaires et des points, où le personnage joueur ne chevauche pas un dragon comme dans les précédents opus, mais un hoverboard.

## Développement
Le développement de la version originale sur Mega Drive est supervisé par Yu Suzuki. Kotaro Hayashida tient le rôle de planificateur, tandis que la bande-son est composée par Tokuhiko Uwabo,. S'il reste considéré comme une suite à part entière, avec un contenu inédit, le jeu n'en demeure pas moins qu'une simple conversion camouflée de Space Harrier sorti trois ans plus tôt, proposée sur la Mega Drive dès son lancement pour gonfler la ludothèque à la disposition des joueurs,. Le jeu ne connait pas non plus de borne d'arcade dédiée comme son prédécesseur. La commercialisation lors du lancement dans chaque zone de la Mega Drive, est un moyen pour Sega de proposer un gameplay arcade dès le début de la mise sur le marché de la plate-forme de jeu à domicile. Sega décide ainsi de coller au plus près du concept établi dans les premiers opus. Les limites techniques de la console, qui n'est qu'un System 16 auquel certains composants ont été substitués par d'autres moins onéreux donc moins performants, imposent aux développeurs de réduire certains aspects. En effet, lors du stage bonus, le dragon normalement monté par Harrier est remplacé par un hoverboard, et la qualité du scrolling et de l'effet 3D est moins bonne que dans le premier opus. Suzuki rappelle que les conversions des jeux qu'il a réalisées fonctionnant en arcade sur des systèmes conçus autour de processeurs très rapides, vers des consoles dotées de peu de puissance, étaient très difficiles.
Le studio britannique Teque Software réalise les adaptations sur ordinateurs. Mike Hart, qui travaille chez Teque depuis trois ans, programme le jeu sur Amiga et Atari ST. Il a précédemment travaillé sur des jeux comme Prison sorti à l'époque de Krisalis Software, ou Passing Shot pour Mirrorsoft. Hart travaille 5 mois sur Space Harrier II et utilise l'assembleur Devpac 2 de Hisoft sur un Atari Mega 4. Il dévoile avoir eu du mal à savoir par où commencer. Il réalise en premier lieu le sol en damier, « une simple routine en 3D ». Pourtant, cet aspect n'est pas évident car l'affichage des sprites est rattaché au fonctionnement du sol. Puis lorsqu'il maitrise avec fluidité les effets de scrolling avant et arrière comme sur les côtés, il s'attaque à la gestion des sprites. Le jeu compte 10 routines complexes pour gérer ces éléments. Pour Hart, ce n'est pas une tâche normalement compliquée, mais pour ce jeu, cela s'avère moins facile, d'une part car ils sont très gros, mais aussi car ils sont très nombreux, soit plus de 50, et pour la plupart, ils sont animés. Comme les systèmes d'arcade Sega intégrant la technique du Super Scaler, le jeu comporte une routine permettant de redimensionner les sprites. Le sprite d'origine est affiché dans sa plus petite taille et plus l'objet s'approche du premier plan dans le jeu, plus il grossit. Dans sa plus grande taille, il est doté d'une définition basse. Mais la vitesse à laquelle il passe à l'écran permet de créer l'illusion. Cependant, ni l'Amiga, ni l'Atari ST ne possèdent les capacités techniques permettant d'afficher des redimensionnements de sprites. Pour pallier ce manque, Jason Wilson, qui réalise les graphismes, dessine tous les sprites dans toutes les tailles des animations. L'affichage se fait alors par effacement de chacun d'entre eux, suivi du remplacement par une nouvelle image. L'équipe n'obtient aucune information de la part de Sega, et tient des séances de jeu sur la console pour s'assurer de bien refléter le jeu original. Matt Furniss, qui est récemment rentré chez Teque (en 1990) compose les musiques. Certains sons numérisés sont enregistrés depuis la version originale.

## Commercialisation
Space Harrier II (スペースハリアーII, au Japon) sort en 1988 sur Mega Drive, où il est le titre de lancement de la plate-forme dans les trois zones, soit le 29 octobre 1988 au Japon, le 14 juin 1989 aux États-Unis et le 30 novembre 1990. Il est publié dans les salles d'arcade en 1988, sur le système d'arcade Mega-Tech, un système basé sur la console Mega Drive. La version européenne sort en 1990. Les conversions sur ordinateurs sont éditées la même année par Grandslam Entertainment, sur Amiga, Atari ST, Commodore 64, Amstrad CPC et ZX Spectrum.

## Accueil
| Aperçu des notes reçues        |          |
| Mega Drive                     |          |
| Média                          | Notes    |
| Mean Machines (UK)             | 77 %     |
| The Games Machine (UK)         | 85 %     |
| Raze (UK)                      | 60 %     |
| Electronic Gaming Monthly (US) | 6,75/10  |
| Joystick (FR)                  | 55 %     |
| Sega Force (UK)                | 55 %     |
| Atari ST                       |          |
| Média                          | Notes    |
| Génération 4 (FR)              | 35 %     |
| Joystick (FR)                  | 82 %     |
| The Games Machine (UK)         | 79 %     |
| ST Format (UK)                 | 51 %     |
| ACE (UK)                       | 819/1000 |
| Zero (UK)                      | 85 %     |
| Amiga                          |          |
| Média                          | Notes    |
| Génération 4 (FR)              | 35 %     |
| Zzap!64 (UK)                   | 65 %     |
| Power Play (DE)                | 61 %     |
| ACE (UK)                       | 825/1000 |
| Your Commodore (UK)            | 74 %     |
| ZX Spectrum                    |          |
| Média                          | Notes    |
| The Games Machine (UK)         | 71 %     |
| Crash (UK)                     | 74 %     |
| Sinclair User (UK)             | 75 %     |
| Computer and Video Games (UK)  | 77 %     |
| Your Sinclair (UK)             | 85 %     |
| Amstrad CPC                    |          |
| Média                          | Notes    |
| Amstar et CPC (FR)             | 15/20    |
| Amstrad Cent Pour Cent (FR)    | 85 %     |
| ASM (DE)                       | 8/10     |
| Commodore 64                   |          |
| Média                          | Notes    |
| Zzap!64 (UK)                   | 55 %     |
| Power Play (DE)                | 17 %     |
| Super Commodore 64/128 (IT)    | 8,33/10  |

### Critiques de la versionMega Drive
Space Harrier II est globalement bien reçu par la presse spécialisée lors de sa sortie, qui apprécie ses graphismes et la fluidité de ses animations, mais une partie des critiques regrette le manque de nouveautés. Player One note une animation un peu saccadée. Mean Machines juge les visuels « brillamment colorés », et apprécie le dernier boss « bizarre » et « vicieux », qui bénéficie d'une « animation étonnamment fluide » et « sans clignotement ». Le magazine considère que le jeu propose une avancée significative par rapport au premier opus en termes de visuels, qui sont qualifiés d'« excellents », avec une vitesse d'exécution « folle ». L'agressivité des ennemis rend comparativement ceux des premiers jeux « assez passifs ». Le magazine conclut en qualifiant le jeu de « superbe morceau de codage ». Raze juge les décors simples, mais efficaces avec des sprites « superbes », « très détaillés » et « fluidement animés ». Le magazine apprécie les bruitages. Il loue globalement le titre qu'il considère comme la meilleure version de la franchise, avec un gameplay « addictif ». Electronic Gaming Monthly estime que le jeu propose de nouveaux graphismes et un gameplay attrayant, mais note qu'il ressemble trop à son modèle et qu'il manque de nouveautés.  C'est aussi l'avis de Mean Machines, qui ne peut que constater la qualité des visuels et la fluidité des animations, mais qui regrette la simplicité du gameplay. Pour Joystick, le jeu est « beau », « super rapide », doté de « commandes qui répondent bien », mais l'intérêt est « quasiment inexistant », et le jeu devient vite « lassant ».

### Critiques des conversions sur ordinateurs
La conversion sur Atari ST est plutôt positivement jugée par la presse spécialisée lors de sa sortie, mais reçoit certaines critiques. Le jeu est régulièrement décrié pour ses animations saccadées, et le gameplay est tantôt loué pour son fun et la simplicité de son concept, sinon considéré comme lassant, répétitif et manquant cruellement de nouveautés. Joystick juge les graphismes et les animations « à la hauteur » et le jeu « rapide, efficace et sans prétention ». ST Format estime que les effets 3D laissent à désirer, notamment les éléments qui apparaissent subitement à l'écran plutôt qu'avec fluidité. Les arrières plans sont jugés meilleurs, comme les boss, bien conçus, et dotés de bonnes couleurs et ombres. Le magazine regrette cependant les bruitages « dérangeants ». Il relève que le gameplay et les visuels sont strictement identiques aux précédents opus, malgré de nouveaux aliens, et constate un système de jeu rapidement répétitif. Il considère finalement le jeu plus destiné aux fans de la franchise, et comme un ensemble de nouveaux niveaux plutôt que comme une réelle suite. ACE estime que le gameplay est « simpliste et répétitif » mais « immensément fun ». L'intérêt dans le gameplay est la mémorisation de la façon dont les ennemis et les vagues se comportent ou arrivent. Le magazine juge la conversion si bonne que la version Mega Drive devient selon lui superflue. Il rajoute que le jeu est un bon et simple shoot 'em up, mais qui manque un peu de profondeur de gameplay. Zero relève des animations très rapides, au détriment de la fluidité et de la qualité d'affichage. La qualité des bruitages est jugée raisonnable, mais pas du tout « impressionnante ». Le magazine ne relève que peu de différences avec les précédents opus et estime que si l'intérêt réside dans les sprites détaillés, l'« animation saccadée » peut « rebuter ». Pour The Games Machine, ce portage est le digne héritier de Space Harrier, grâce à son gameplay rapide et ses phases de tir « trépidantes ». La possibilité de choisir n'importe quel niveau permet d'éviter l'ennui. S'il apprécie le concept et le système de jeu, il note une animation 3D saccadées, des décors étranges et peu crédibles, bien qu'au premier plan l'animation soit plus fluide.
La version Amiga reçoit un accueil mitigé de la part de la presse spécialisée lors de sa sortie, à cause d'un manque de nouveautés et une bande-son médiocre. Les critiques notent l'intérêt du gameplay et sa rapidité, mais qui peut rapidement devenir répétitif. ACE considère le portage « tout à fait bon », grâce à des graphismes « très impressionnants » et à la « vitesse pure » du gameplay. Le magazine estime que les bruitages sont meilleurs que dans la version originale. Power Play considère que le portage est à juste titre plus rapide que la version ST. Malheureusement, le gameplay est dès lors bien trop rapide. Le magazine n'apprécie pas les bruitages ni la musique, si bien qu'il estime la version Amiga comme un recul. Zzap!64 affectionne ce gameplay « rapide » et le contrôle à la souris. Les graphismes sont qualifiés de variés et l'effet 3D de « convaincant », mais l'aspect sonore est jugé médiocre. L'expérience peut paraître agréable au départ, mais devient assez répétitive et lassante, du fait du manque de nouveautés. Génération 4 est lui-aussi déçu par cette suite apportant peu de nouveautés par rapport à son modèle, et ne comprend pas bien l'intérêt de cette version. Le magazine avoue une certaine lassitude à retrouver trop souvent les mêmes ennemis et les mêmes décors. D'après Your Commodore, l'animation est presque aussi rapide que la version Mega Drive.
La conversion sur ZX Spectrum reçoit un accueil mitigé. Elle reste appréciée pour son concept, mais décriée pour le manque de nouveauté. Pour The Games Machine, le portage est logiquement moins « sophistiqué » que celui sur Atari ST, mais malheureusement pas aussi bon qu'il aurait pu l'être. Les mouvements du sol en damiers sont jugés fluides même à haute vitesse. Le reste des éléments comme le décor et les sprites sont bien définis, mais le « choc des couleurs » est problématique, ne permettant pas de bien distinguer les cibles à l'écran. Computer and Video Games  considère que le jeu est bien programmé, offre de bons visuels, mais ne propose que trop peu de nouveautés. Sinclair User apprécie le titre, mais est obligé de constater que le gameplay est strictement identique à celui du premier jeu, qui est pourtant vendu trois fois moins cher (sous le label Encore, d'Elite). Le magazine déconseille donc l'achat du jeu. Pour Crash, il n'y a rien de nouveau, rien de brillant, mais le titre reste très jouable. Le magazine conseille l'achat à ceux qui n'ont pas le premier jeu de la franchise, et prévient les autres qu'ils pourraient en définitive racheter le même jeu. Your Sinclair partage également les avis précédents, et apprécie le jeu, s'il n'est que la transposition sans nouveauté du précédent jeu.
Le portage sur Amstrad CPC est apprécié pour la progression de la qualité d'affichage dès lors en image matricielle, mais également jugé depuis longtemps obsolète. Amstar et CPC estime que l'affichage en images matricielles, est une réelle amélioration graphique par rapport à la version CPC du premier jeu de la franchise, alors affichée en fils de fer. Amstrad Cent Pour Cent juge le portage mieux réalisé et plus proche de son modèle. ASM estime que la version CPC est aussi colorée que les portages Amiga et ST, que le son est aussi bon que sur ce dernier. L'animation est jugée en toute logique plus lente. Le magazine considère le jeu tout de même amusant, mais depuis longtemps « obsolète ».
La version Commodore 64 est assez moyennement accueillie. Selon Zzap!64, cette version ne présente aucune amélioration par rapport au portage du premier opus sur la même plate-forme et le manque de nouveautés en fait plus un remix du premier jeu qu'une véritable suite. Pour Power Play, la plate-forme n'est pas adaptée pour les jeux en 3D, ne faisant qu'afficher des visuels saccadés et conseille aux meilleurs joueurs de « laisser le jeu sur l'étagère ».

### Critiques des rééditions en versions dématérialisées
La réédition de la version Mega Drive de Space Harrier II sur la console virtuelle de la Wii est très moyennement accueillie par la presse spécialisée. GameSpot estime que le jeu est le parfait exemple pour prouver qu'une suite n'est pas toujours meilleure que son prédécesseur. Le site rajoute que le jeu « n'a de valeur que pour les nostalgiques de ce jeu, ou pour ceux qui cherchent à découvrir ce qui constitue plus ou moins qu'une note de bas de page dans l'histoire des shoot 'em up ». Il estime que le jeu ne fait que reprendre le gameplay de son modèle, « mais contrairement à celui-ci, ce n'est pas un classique incontesté ». Le jeu se joue très bien avec la télécommande Wii, puisque seule la croix directionnelle et un bouton sont nécessaires. IGN considère que le jeu a trop mal vieilli, notamment à cause de ses visuels et de son framerate. Le site qualifie le gameplay de « simple » et le jeu d'« inintéressant et difficile à regarder ». Pour le site, « cette version est difficile à apprécier, et encore plus difficile à recommander ». Pour Eurogamer, c'est une pièce de musée qui ne devrait rester dans une capsule de temps, pas seulement par ce que la version Mega Drive n'affiche pas bien les redimensionnements de sprites, mais aussi car cette version « est injouable ».
La version iOS du jeu reçoit un accueil mitigé. IGN accueille plutôt positivement le jeu. Si le contrôle via l'inclinaison du téléphone est « correcte », le site préfère la croix directionnelle virtuelle. A contrario, Macworld estime que le pad virtuel laisse « beaucoup à désirer » et relate des difficultés, notamment lors des combats contre les boss, à garder un œil sur l'action et si besoin sur la croix. Pour le site, l'intérêt du jeu réside dans l'expérience rétro qu'il procure.

## Postérité

### Série
Après Space Harrier II, la franchise tombe dans l'ombre, malgré des jeux dérivés et de multiples rééditions. Si Space Harrier est depuis sa sortie considéré comme un « classique incontesté » du jeu d'arcade, il n'en est pas de même pour sa suite Space Harrier II, qui n'est qu'un exemple d'une note de bas de page dans l'histoire du shoot 'em up.
En 2000, un spin-off de la série est édité en arcade sous le titre Planet Harriers. Ce spin-off fonctionne sur le système Sega Hikaru, et dans une borne assise double, qui permet de jouer en multijoueur à deux en coopération dans la même partie. Il n'intègre pas Harrier, mais de nouveaux personnages. En février 2002 au Japon sur PC, Typing Space Harrier adapte Space Harrier au gameplay de The Typing of the Dead. Le jeu reste identique mais au lieu de tirer sur ses ennemis, le joueur doit taper correctement les mots qui lui sont proposés (en japonais), pour en venir à bout.

### Rééditions
En 2005, une compilation intitulée Space Harrier: Complete Collection (Sega Ages vol. 20) est commercialisée sur PlayStation 2, regroupant plusieurs jeux de la série, notamment les versions Master System et arcade de Space Harrier, Space Harrier 3-D et Space Harrier II.
La version Mega Drive de Space Harrier II est rééditée en téléchargement sur la console virtuelle de la Wii le 2 décembre 2006 au Japon, jour du lancement de la Wii, le 18 décembre 2006 en Amérique du Nord, et le 22 décembre 2006 en Europe.
La version Mega Drive de jeu est rééditée le 1er juin 2010 sur PC via Steam (Windows). De plus, le jeu est alors disponible dans la compilation SEGA Mega Drive and Genesis Classics,. Le jeu est également porté sur iOS et publié sur l'App Store le 22 juillet 2010. En mai 2015, Sega retire le jeu de l'App Store. Le jeu est de retour sur l'App Store le 13 septembre 2017, en version gratuite ou payante sans publicité, dans la gamme Sega Forever,. Un portage sur Android est également publié gratuitement ce jour-là, et disponible sur Google Play,.